# Marc Goblet
Marc Goblet (Herve, 6 juni 1957 – aldaar, 16 juni 2021) was een Belgisch politicus voor de PS en syndicalist.

## Levensloop
Van opleiding verwarmingsmonteur werkte Goblet van 1977 tot 1982 als chauffagist-verwarmingsinstallateur in Herve.
In 1982 werd hij verkozen als secretaris van de Algemene Centrale-afdeling van Luik-Hoei-Borgworm. Van 1987 tot 2004 was hij ondervoorzitter en van 2004 tot 2014 voorzitter van deze vakcentrale. Daarnaast werd hij in 2003 voorzitter van het ABVV-gewest Luik-Hoei-Borgworm, een functie die hij uitoefende tot in oktober 2014. Goblet werd toen aangesteld tot algemeen-secretaris van het federaal ABVV en tot voorzitter van het Waals ABVV. Op 9 juni 2017 legde hij deze mandaten neer om gezondheidsredenen en ging met vervroegd pensioen. Hij werd opgevolgd door Robert Vertenueil.
Goblet werd ook politiek actief bij de PS. Voor deze partij was hij van 1991 tot 2003 gemeenteraadslid en van 2001 tot 2003 schepen van Herve. Bovendien was hij van 1998 tot 2003 voorzitter van de PS-afdeling van het arrondissement Verviers. In 2018 werd hij opnieuw gemeenteraadslid van Herve.
Bij de federale verkiezingen van mei 2019 was Goblet lijstduwer van de PS-kieslijst in de kieskring Luik. Hij werd verkozen in de Kamer van volksvertegenwoordigers met 9.504 voorkeurstemmen.
Goblet overleed op 64-jarige leeftijd.